# Zemské volby v Čechách 1883
Zemské volby v Čechách 1883 byly volby konané v Českém království 28. a 30. června 1883, kterými byli zvoleni poslanci Českého zemského sněmu coby zákonodárného sboru zemské samosprávy v rámci rakousko-uherského, respektive předlitavského ústavního systému. Probíhaly podle kuriového systému.

## Dobové souvislosti
V roce 1883 byla v Předlitavsku již po čtyři roky u moci konzervativní vláda Eduarda Taaffeho, kterou na Říšské radě (celostátní parlament) podporovala staročeská strana společně s polskými poslanci a německorakouskými konzervativci (takzvaný železný kruh pravice). Zemské volby roku 1883 byly prvním hlasováním po vzniku této koalice. Přechodem do provládního tábora ukončili staročeši definitivně politiku pasivní rezistence a aktivně se zapojili do práce zákonodárných sborů.
Česká politická scéna byla počátkem 80. let dominována staročeskou stranou, zatímco mladočeská strana byla pasivní a zásadněji se neodlišovala. Na celostátní úrovni podporovala drtivá většina českých politiků vládu Eduarda Taaffeho.

## Výsledky voleb
|                        |                                    |          |          |          |  |  |  |
| Strana                 | Strana                             | Poslanci | Poslanci | Poslanci |  |  |  |
| Strana                 | Strana                             | Abs.     | %        | ±        |  |  |  |
| České strany           |                                    |          |          |          |  |  |  |
|                        | Národní strana                     | 71       | 29.3     | 2▲       |  |  |  |
|                        | Národní strana svobodomyslná       | 12       | 5.0      | 2▼       |  |  |  |
|                        | samostatní mladočeši               | 5        | 2.1      | 5▲       |  |  |  |
|                        | samostatní kandidáti               | 3        | 1.2      | 3▲       |  |  |  |
|                        | klerikální kandidát                | 1        | 0.4      | 1▲       |  |  |  |
| Češi celkem            | Češi celkem                        | 92       | 38.0     | 9▲       |  |  |  |
| Německé strany         |                                    |          |          |          |  |  |  |
|                        | Ústavní strana                     | 37       | 15.3     | 46▼      |  |  |  |
|                        | Němečtí nacionálové                | 36       | 14.9     | 36▲      |  |  |  |
|                        | samostatní kandidáti               | 1        | 0.4      | 1▲       |  |  |  |
| Němci celkem           | Němci celkem                       | 74       | 30.6     | 9▼       |  |  |  |
| Velkostatkářské strany |                                    |          |          |          |  |  |  |
|                        | Strana konzervativního velkostatku | 70       | 28.9     | 70▲      |  |  |  |
|                        | Strana ústavověrného velkostatku   | 0        | –        | 70▼      |  |  |  |
| Velkostatkáři celkem   | Velkostatkáři celkem               | 70       | 28.9     | 0▬       |  |  |  |
| virilní poslanci       | virilní poslanci                   | 6        | 2.5      | 1▲       |  |  |  |
| Celkem                 | Celkem                             | 242      | 100      | 1▲       |  |  |  |

Volební systém do Českého zemského sněmu odpovídal parametrům, které zde nastavila již únorová ústava roku 1861. Zvoleno bylo 236 poslanců a to ve čtyřech skupinách: kurie venkovských obcí, skupina měst, skupina obchodních a živnostenských komor a kurie velkostatkářská, ve všech s omezeným volebním právem (volební cenzus). Na sněmu pak tyto čtyři volební skupiny tvořily tři kurie  (poslanci zvolení za skupinu měst a skupinu obchodních a živnostenských komor zasedali v společné kurii měst). Kromě nich na sněmu zasedalo šest nevolených virilistů, kteří mandát nabývali z titulu své funkce.
Ve volbách v etnicky českých obvodech jasně zvítězila staročeská strana, zatímco mladočeši získali jen 12 mandátů. Obě tyto hlavní české politické strany ovšem svůj volební postup koordinovaly a kandidovaly ve shodě jako státoprávní klub. Ten navrhl 84 kandidátů, z nichž bylo zvoleno 83. Jedinou výjimkou byl obvod Sušice, Horažďovice v kurii venkovských obcí, ve kterém státoprávního kandidáta porazil klerikál Jan Duben. V pěti etnicky českých obvodech pak státoprávní klub nenavrhl oficiálního kandidáta a zvoleni zde byli nezávislí kandidáti svobodomyslného (mladočeského) ražení. Z hlediska etnické rivality mezi Čechy a Němci přinesly volby úspěch českým pozicím. V kurii venkovských obcí a měst a komor bylo zvoleno 89 Čechů (v předchozích volbách 85) a 62 Němců (předtím 66). Němci nadále disponovali slabou většinou v kurii měst (44:43 poslancům), ovšem v kurii venkovských obcí byla silná česká většina (49:30). České etnikum ovládlo všechny volební obvody v Praze, německý kandidát nicméně uhájil mandát v městské kurii v obvodu České Budějovice (byť početní rozdíl mezi českým a německým voličským táborem se zde od předchozích voleb snížil).
Výraznější přesuny politických sil proběhly ve velkostatkářské kurii, kde získala většinu Strana konzervativního velkostatku, která sdružovala šlechtu a velké pozemkové vlastníky odmítající centralistické pojetí rakouského státu. V kombinaci se staročeskými úspěchy tak měl zemský sněm poprvé od počátku 70. let 19. století federalistickou (nebo alespoň autonomistickou) většinu. V menšině se naopak ocitli centralisticky orientovaní čeští Němci. Ti postupně přecházeli na defenzivní strategii; v roce 1884 neúspěšně navrhli administrativní rozdělení Čech podle etnické hranice a od roku 1886 zahájili pasivní rezistenci a po zbytek funkčního období se nezapojovali do činnosti sněmu.
Podle sociálního a profesního dělení byli etnicky čeští poslanci zemského sněmu zvolení v kuriích měst, venkovských obcí a živnostenských a obchodních komor rozděleni následovně: 57 buržoazních a maloburžoazních vzdělanců (z toho 21 právníků, 6 lékařů a lékárníků, 7 vysokoškolských učitelů, 6 středoškolských učitelů, 1 učitel nižších škol, 6 vědců a novinářů, 4 katoličtí kněží a 6 samosprávných úředníků), 9 buržoazních podnikatelů (z toho 6 továrníků, 2 obchodníci a peněžníci a 1 manažer), 7 příslušníků maloburžoazie (z toho 1 řemeslník a živnostník a 6 blíže neurčených měšťanů), 17 příslušníků agrární buržoazie (z toho 13 rolníků či statkářů a 4 mlynáři) a 2 šlechtičtí velkostatkáři.